# Schlager
Schlager (från tyskans Schlager; 'något som slår'), är ett begrepp som ursprungligen “något som slår”, med andra ord att det går hem hos publiken. Den genre som idag kallas för schlager kom till under slutet av 1800-talet som ett försök att skapa folklig musik. Den ursprungliga musikaliska traditionen som genren schlager bygger på är dock sällsynt i dagsläget. Så småningom fick musikstilen en tydlig koppling till underhållningsbranschen och blev allt mer standardiserad med enkla melodier och starka refränger. 
Det var under 1900-talet som svenskan tog in ordet och genren slog sig in på den svenska marknaden. Det handlade om sånger som var medryckande och moderna. Det brukar sägas att efterkrigstiden var schlagerns största tid. Ljudtekniken, TV och radio utvecklades och marknaden för underhållningsmusik växte. 

## Klassifikation
En schlagerlåt karaktäriseras ofta av en speciell uppbyggnad med vers, brygga, refräng och stick. Ofta inleds låten med en intro där artisten laddar upp inför första versen. Efter versen kommer vanligtvis en brygga som leder versen till refrängen. I sticket finns ibland även en tonartshöjning. I och med utvecklingen av genren och kopplingen till bland annat Melodifestivalen och Eurovision Song Contest är “mallen” för en schlagerlåt inte definitiv.

## Geografisk spridning
Schlagermusik är av tradition populärt i framförallt Tyskland, Österrike och Norden, men förekommer i mindre skala även i Frankrike, Belgien och Nederländerna.[källa behövs] I Storbritannien och i USA har schlager tidigare varit mycket omtyckt, men har sedan 1970-talet minskat i popularitet.[källa behövs]

## Historik
Ordet 'schlager' började användas i det tyska språket i Wien under 1870-talet och då oftast om operetter. Några år senare började ordet användas främst inom populärmusiken och benämndes "slagdänga" fram till 1910-talet.[källa behövs] Oftast var slagdängan en lättlyssnad, melodiös, oförarglig musikform med fångande refräng. Musiken blev mer allmän i början av 1900-talet, då grammofonen gjorde sitt intåg i hemmen.
Under 1950- och 1960-talen utvecklades rock- och popmusiken, där man talade om  hit (sv. "slå")  då låtarna slog igenom bland en bredare publik.

### Melodifestivalen och Eurovision Song Contest
Schlager blev därmed istället ett begrepp för den populärmusik som fortsatte i samma stil som tidigare, ibland enbart en benämning på populära melodier från första halvan av 1900-talet[källa behövs]. I TV-musiktävlingen Le Grand-Prix Eurovision de la Chanson Européenne, idag vanligen känd som Eurovision Song Contest, som startade 1956, utgick man oftast från samtidens populärmusik och de flesta deltagande melodierna gick då i denna stil. Fram till ungefär andra halvan av 1960-talet släpptes mycket sällan rock eller pop in, och influenser från folkmusik blev vanligt där först från och med mitten av 1990-talet.
Året 1958 medverkade Sverige för första gången i Eurovision Song Contest. Till skillnad från dagens tävling fanns ingen radio- eller TV-sändning och uttagningen var helt intern. Det var föreningen SKAP (Svenska Kompositörer av Populärmusik) som utsåg vinnaren. Tillsammans med Sveriges Radio ansvarade de för uttagningen och totalt 152 kompositioner kvalade in. Vinnaren blev Åke Gerhards verk “Samma stjärnor lysa för oss två” och Alice Babs valdes som artist. Hon var dock inte nöjd med texten och därför skrevs den om av Gunnar Wersén och fick namnet “Lilla stjärna”. Eurovision Song Contest 1958 gick av stapeln i Hilversum i Nederländerna. Alice Babs kom på fjärde plats av totalt tio bidrag. 
Då melodin Waterloo av popgruppen Abba vann Eurovision Song Contest 1974 blev "schlager", särskilt i Sverige, ett begrepp för bidrag till Eurovision Song Contest (jfr. "Eurovisionsschlagerfestivalen").[källa behövs] Där samlades den populärmusik som fanns i gränslandet mellan rock och jazz. Efter 1974 har "schlager" i Sverige många gånger[källa behövs] blivit synonymt med trallvänliga låtar med stick och tonartshöjning, och klassas ibland som en musikgenre, särskilt om artisten eller gruppen försökt kvala in till Eurovision Song Contest. Dessa melodier låter dock inte som det tidiga 1900-talets schlagermusik. På andra håll klassas dessa låtar som "vanlig pop".[källa behövs]
Efter 1974 tog schlagermusiken i Sverige starka influenser från discon, genom artister som Carola Häggkvist och Lena Philipsson. Vissa Melodifestivalbidrag som inte är discoinspirerade, till exempel av artister som Kikki Danielsson, Elisabeth Andreassen och Lotta Engberg har ibland också räknats in.[källa behövs]
I början av 2000-talet tog schlagermusiken inspiration från dancemusiken, med bland annat trummaskiner. Upptempolåtarna fick därmed ofta ett starkt elektroniskt ackompanjemang med distinkt rytm.

## Sångtexterna
Sångtexterna har oftast handlat om kärlek och relationer mellan människor samt om känslor och natur. Texterna använder ofta bildspråk för att beskriva temat och drar ofta jämförelser mellan kärlek och vardagliga ting i naturen och olika samhällssystem genom historien, som exempelvis: Bang en boomerang (1975), Bra vibrationer (1985), 100% (1988), Fångad av en stormvind (1991), C'est la vie (2004) och Det gör ont (2004). Även berättelser om påhittade personer kan förekomma, som till exempel Augustin (1959) och Alexandra (1987). Det finns också schlagrar som handlar om sociala relationer, till exempel Jag ljuger så bra (2006). Andra vanliga teman kan vara sång och dans, vilket är fallet i sånger som Sankta Cecilia (1984), La det swinge (1985), Fyra Bugg & en Coca Cola (1987) och Dansa i neon (1987). Även om kärlek är det vanligaste temat, finns det också sånger som har mer "samhällsvetenskapligt" inriktade budskap, som fredssången Ein bißchen Frieden (1982), antirasistiska kärlekssången Juliette & Jonathan (1996), TV-kritiska Television (2003) och dokusåpakritiska 15 minuter (2003). För att inte bli "alltför laddade", brukar sådana texter oftast inte tala om enskilda verkliga personer, politiska partier, organisationer och staters regeringar och parlament.

## Schlagerpublik
Schlager anses[källa behövs] ofta allmänt vara mer "mainstream" än de flesta andra musikgenrer; den enda subkultur som anammat schlagern är gaykulturen. Schlager är i Sverige ofta säsongsbundet - i Melodifestivalen sjungs sånger under våren, som sedan flitigt spelas på radio under sommaren (jfr. "sommarplåga" och julmusik).

## Svenska schlagersångare (urval)
- Inger Berggren
- Lasse Berghagen
- Ulla Billquist
- Johnny Bode
- Anna Book
- Linda Bengtzing
- Harry Brandelius
- Towa Carson
- Shirley Clamp
- Lasse Dahlquist
- Nanne Grönvall
- Ann-Louise Hanson
- Claes-Göran Hederström
- Carola Häggkvist
- Lasse Lönndahl
- Siw Malmkvist
- Sanna Nielsen
- Lena Philipsson
- Charlotte Perrelli
- Sven-Olof Sandberg
- Arja Saijonmaa
- Thore Skogman
- Barbro "Lill-Babs" Svensson
- Pernilla Wahlgren
- Östen Warnerbring
- Gunnar Wiklund
- Monica Zetterlund

## Schlagersångare från andra länder (urval)
- Lale Andersen, Tyskland
- Katja Ebstein, Tyskland
- Feminnem, Kroatien/Bosnien och Hercegovina
- Helene Fischer, Tyskland
- Heino, Tyskland
- Petra Frey, Österrike
- Nina Hagen, Tyskland
- Gitte Hænning, Danmark
- Udo Jürgens, Österrike
- Birthe Kjær, Danmark
- Saša Lendero, Slovenien
- Nana Mouskouri, Grekland
- Wenche Myhre, Norge
- Geir Rönning, Norge
- Tommy Seebach, Danmark
- Marija Šerifović, Serbien
- Wind, Tyskland